# قضاوت
قضاوت یا داوری در بافت حقوقی، برابر است با یافتن راست و درست در درگیری میان دو یا چند تن یا بنگاه یا نهاد کشوری که سرانجام به دادنامه ای از سوی نهاد سرپرست دادرسی و دارای پشتوانه قانونی از سوی حکومت برای پایان دادن به ناسازگاری میان آن‌ها می انجامد.
به‌طور کلی قضاوت، ستاندن حق از شخص خاطی به شخص شاکی توسط نهاد حکومتی قضائی در صورت موثق بودن ادعا گفته می‌شود.

## تاریخ قضاوت در ایران
در دوره هخامنشی قوه قضاییه یعنی قضاوت و داوری تحت نظر شاه صورت می‌پذیرفت. مغان و رهبران دینی مجری قانون و مسئول صدور احکام بودند. مغان نزد ایرانیان از فرزانگان محسوب می شدند. 
به طوری که حتی کسی پیش از آموختن تعالیم مغان به سلطنت نمی‌رسید. کل قدرت و اختیارات از جمله امر داوری زیر نفوذ شاهنشاه بود شاه امر قضاوت و گزینش قضاوت را به یکی از علمای سالخورده می‌سپرد. محاکم به دو دسته عالی و محلی تقسیم می‌شدند؛ محاکم عالی از هفت نفر قاضی تشکیل می‌شد.

## تفاوت و کاربرد قضاوت و داوری
داوری یک فرآیند حل اختلاف مورد تایید در جوامع حقوقی و بازرگانی جهانی است. در این فرآیند، طرفین اختلاف، به جای تصمیم گیری توسط یک قاضی قانونی، از داورانی که از طرف خود انتخاب می‌کنند، برای حل و فصل اختلافات استفاده می‌کنند.
یکی از مهم‌ترین تفاوت‌های داوری با قضاوت، منشا حقانیت داوران است که از اراده طرفین مشتق می‌شود. این به طرفین امکان مشارکت فعال در انتخاب داوران و تعیین محل داوری را می‌دهد.
داوری به خصوص در حوزه بازرگانی از قرن نوزدهم به شکل چشم‌گیری گسترش یافته و به عنوان یکی از شیوه‌های متداول حل اختلاف در معاملات بین‌المللی شناخته می‌شود. از مزایای این روش می‌توان به سرعت و کاهش هزینه نسبت به دادرسی عادی اشاره کرد، به ویژه در موارد بین‌المللی.

### داوری بین المللی
به علاوه، داوری بین‌المللی وقتی مورد استفاده قرار می‌گیرد که یکی از طرفین در خارج از کشور سکونت داشته باشد یا محل تجارت یکی از طرفین در خارج از کشور باشد و یا محل اجرای بخش مهمی از تعهدات در خارج از کشور باشد.
در داوری، داوران دارای مأموریت قضایی خصوصی هستند و وظیفه آن‌ها حل و فصل اختلافات با صدور تصمیمی به نام "رأی داوری" است. این رأی عمدی و حیاتی است و به تسویه نهایی اختلافات منجر می‌شود.
همچنین با پیشرفت تکنولوژی، داوری الکترونیک نیز به وجود آمده و در ایران نیز پلتفرم‌هایی به نام داوری الکترونیک برای حل اختلافات در دنیای دیجیتال تشکیل شده است.